# Rosgartenmuseum

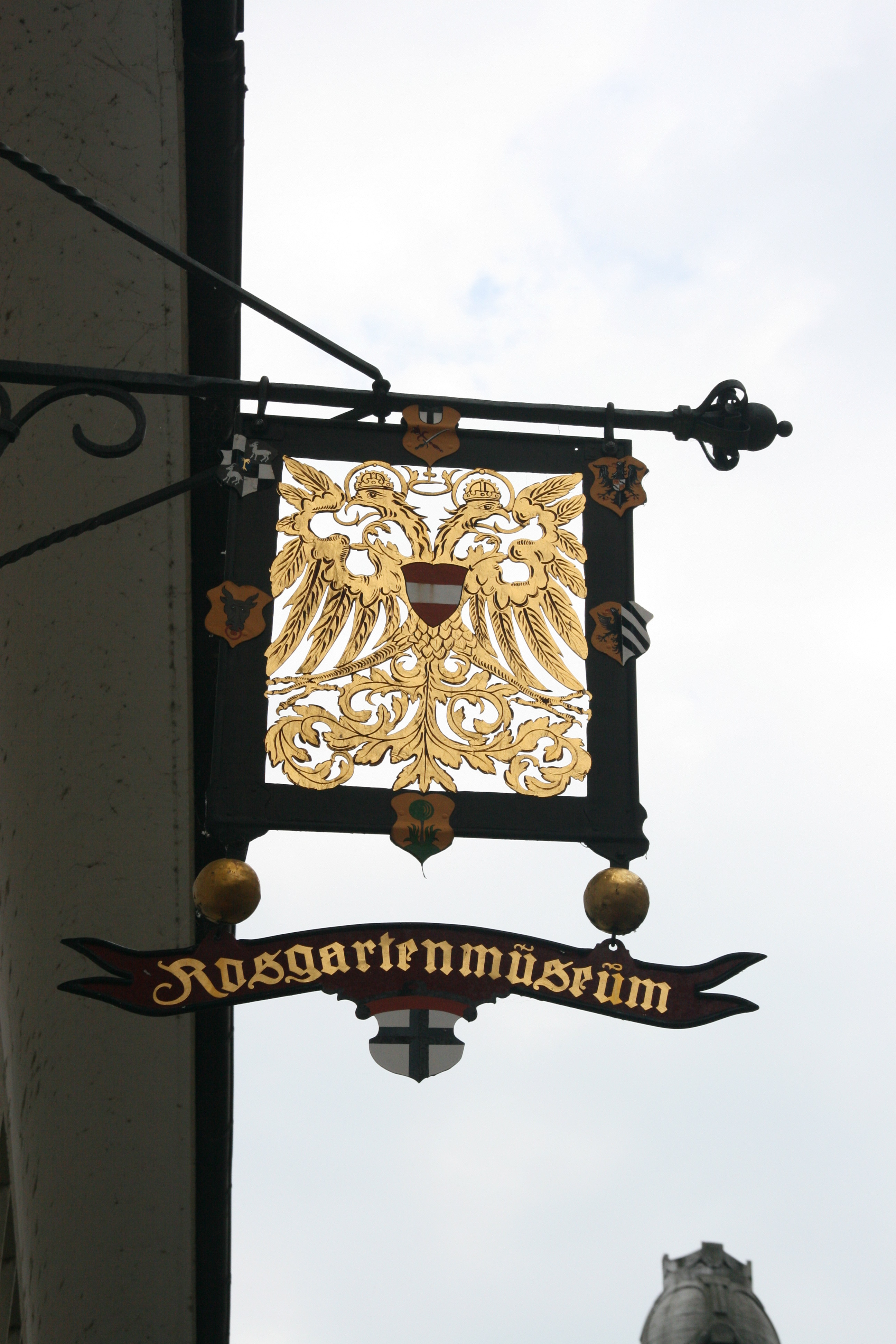
Schild vor dem Rosgartenmuseum

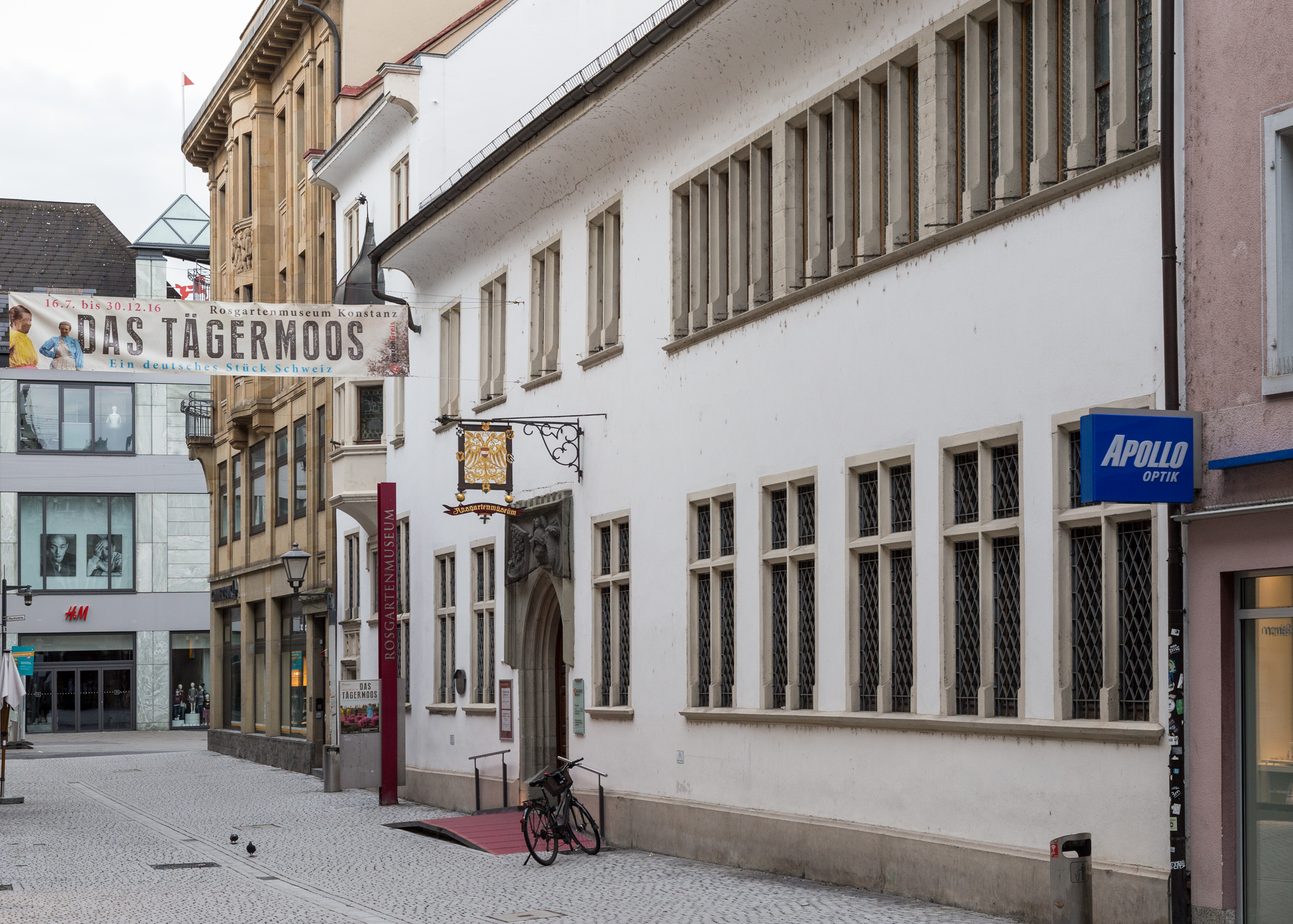
Rosgartenmuseum Konstanz

Das Rosgartenmuseum ist ein 1870 gegründetes Museum für Kunst, Kultur und Geschichte der Stadt Konstanz und der Bodenseeregion in der Rosgartenstraße 3–5 in Konstanz (Baden-Württemberg). Im Jahr 2014 hatte es 100.028 Besucher.

## Geschichte
Als kunst- und kulturgeschichtliches Museum der Stadt Konstanz und der Bodenseeregion ist das Rosgartenmuseum eines der ältesten seiner Art in der Region. Seit seiner Gründung im Jahr 1870 durch den Konstanzer Apotheker und Stadtrat Ludwig Leiner sind hier die reichen Sammlungsbestände zur Geschichte der Stadt und der Region zu sehen. 
Das Haus „Zum Rosgarten“ war im Mittelalter das Zunfthaus der Metzger, Krämer, Apotheker, Hafner und Seiler. Es wurde 1324 erstmals erwähnt und 1454 mit dem angrenzenden Haus „Zum Schwarzen Widder“ vereinigt. Die Wappen beider Häuser schmücken noch heute das Portal des Museums.

## Sammlungen
Der Sammlungsschwerpunkt des Rosgartenmuseums liegt auf Objekten, Kunstwerken und Zeugnissen der Geschichte der Stadt Konstanz und der Bodenseeregion. Grundstock sind die Sammlung des Museumsgründers Ludwig Leiner sowie weitere private Sammlungen, die 1870 mit der Gründung des Rosgartenmuseums als städtisches Museum zusammengeführt wurden.
Seit seiner Gründung ist die Sammlung kontinuierlich angewachsen und umfasst derzeit ca. 50.000 Objekte. Die Sammlungsbreite reicht von archäologischen Funden aus der Jungsteinzeit über mittelalterliche Altargemälde und sakrale Holzschnitzereien, Gemälde von Konstanzer Künstlern und Alltagsobjekten des 19. und 20. Jahrhunderts bis hin zu privaten Briefen und Fotografien von historischen Persönlichkeiten. Die Sammlung wird stetig um Objekte und Kunstwerke, die einen Bezug zur Geschichte und Kultur der Stadt Konstanz haben, erweitert.

## Rundgang durch das Museum

### „Historischer Saal“
Ein historisches Schmuckstück im Rosgartenmuseum ist der nach dem Museumsgründer benannte „Leinersaal“. In diesem „Museum im Museum“ dokumentieren Objekte der Geologie, Paläontologie und der Archäologie die Erdgeschichte und die Entstehung des Lebens bis zu den Menschen in der Bronzezeit. Besondere regionale Schwerpunkte sind dabei Fossilien des Jura, späteiszeitliche Funde und die große Zahl der Pfahlbaufunde der Jungsteinzeit und der Bronzezeit.

### Konstanz im Mittelalter
Mehr als 500 Jahre lang lagen die politischen Geschicke der Stadt Konstanz in den Händen der Bischöfe. Sie waren seit der Gründung des Bistums um 600 n. Chr. die Herren über die Stadt und ihre Bürger. Auf dem Weg zur freien Reichsstadt befreite der Kaiser Heinrich VI. die Konstanzer Bürger 1192 von allen bischöflichen Steuern. 1308 wurde der erste Bürgermeister bestellt. Nach der Reichsacht von 1548 durch Kaiser Karl V. war Konstanz eine vorderösterreichische Landstadt. 1806 wurde sie durch Napoleons Willen dem Großherzogtum Baden zugeschlagen.

### Stadtentwicklung
Die Entwicklung der Stadt Konstanz reicht von der einfachen keltischen Siedlung über die befestigten Militäranlagen aus römischer Zeit, der mittelalterlichen Stadtanlage mit ihren Kirchen und Klöstern, dem Bau der Eisenbahn und dem Ausbau des Hafens, bis hin zum modernen Stadtbild mit seinen Kaufhäusern und Industrieanlagen. Einen Blick auf das mittelalterliche Konstanz erlaubt das historische Stadtmodell auf der Empore.

### „Konstanz auf dem Weg in die Moderne“
Wirtschaftliche Impulse durch Genfer Emigranten Ende des 18. Jahrhunderts und technische Neuigkeiten des 19. Jahrhunderts, wie die Dampfschifffahrt und der Anschluss an die Bahnlinie, bedeuteten für Konstanz den Aufbruch in moderne Zeiten. Mit der Wahl des fortschrittlichen Juristen Carl Hüetlin 1832 zum Bürgermeister bekamen die Gründung einer Sparkasse und der Ausbau des Hafens neuen Auftrieb. Die Stadt brach ihre alten Wehrtürme und mittelalterlichen Mauern ab und befreite sich von der mittelalterlichen Enge.

### Der Zunftsaal
Der historische Zunftsaal ist die „gute Stube“ des Rosgartenmuseums. Als 1454 das Haus „Zum Rosgarten“ mit dem Haus „Zum Schwarzen Widder“ baulich vereinigt wurde, richtete man auch den Zunftsaal ein. Dieser Raum diente im Mittelalter den Mitgliedern und Gästen der Rosgartenzunft als Versammlungssaal und Trinkstube. Die Wandvertäfelung zieren Wappen des Schwäbischen Bundes und einiger Konstanzer Geschlechter. Die eingelassenen Kabinettscheiben stammen aus dem 17. Jahrhundert.

### Richental-Chronik
Eines der herausragenden Zeugnisse der Konstanzer Geschichte ist die Richental-Chronik. Der Konstanzer Bürger Ulrich von Richental dokumentierte in dieser reich bebilderten Chronik die Ereignisse rund um das Konstanzer Konzil von 1414–1418. Auf großformatigen Papier-Seiten erzählt der Chronist in seiner oberdeutsch-alemannischen Mundart von bedeutenden Ereignissen und kleinen Alltagsbegebenheiten. Fünf Illustratoren bereichern die Schilderungen mit kolorierten Federzeichnungen. Die hier gezeigte Konstanzer Handschrift wurde um 1464 angefertigt.

### Konstanzer Kunst im Mittelalter
Als Zentrum des Bistums war Konstanz im Mittelalter ein bedeutender Auftraggeber für die ansässigen Maler- und Bildhauerwerkstätten. Einige der Tafelbilder zu religiösen Themen stammen aus den Konstanzer Werkstätten von Peter Murer und Rudolf Stahel. Der Werkstatt von Stahel wird auch die sogenannte Blarersche Stiftertafel zugeschrieben, die an die Wohltäter und Stifter des Konstanzer Spitals von 1225 erinnert.

### Reformation und Gegenreformation
Die Lehre Luthers fiel in Konstanz auf fruchtbaren Boden. Bürgerschaft und Rat der Stadt traten zur neuen Religion über. Als der Rat die Ausübung der katholischen Religion immer mehr unterband, verließ der Bischof die Stadt und übersiedelte nach Meersburg. Eine strenge Zuchtordnung regelte nun das Leben in der reformierten Stadt.
Politisch suchte die Stadt Anschluss an die protestantischen Städte der Schweiz und an den Schmalkaldischen Bund. Der Konflikt rief 1548 den katholischen Kaiser Karl V. auf den Plan. Die Stadt verlor ihre Reichsfreiheit und wurde Österreich einverleibt. Die katholische Religion wurde wieder eingeführt. Die Reformatoren und viele protestantische Familien mussten die Stadt verlassen.

### Konstanzer Kunsthandwerk
Im 17. Jahrhundert entstanden in der Bischofsstadt Konstanz hervorragende kunsthandwerkliche Objekte von überregionaler Bedeutung. Darunter Goldschmiedearbeiten namhafter Kunsthandwerker und Kleinplastiken von Christoph Daniel Schenck und Hans Zürn.

### Konstanzer Kunst des 18. und 19. Jahrhunderts
Das 18. und 19. Jahrhundert brachte überregional bewunderte Künstler hervor. Neben dem bekannten Barockmaler Franz Ludwig Hermann steht vor allem die Konstanzer Malerin Marie Ellenrieder im Zentrum der Dauerausstellung. Sie war die erste zum Studium an der Kunstakademie München zugelassene Frau, Hofmalerin des badischen Großherzogs und gefragte Porträtistin. Auch die bekannte Konstanzer Malerfamilie Mosbrugger ist mit Porträts von Friedrich Mosbrugger vertreten.

### NapoleonIII.
Der letzte französische Kaiser Louis Napoléon Bonaparte wuchs am Bodensee auf. An ihn erinnert der Schlitten mit dem der junge Prinz, der auf Schloss Arenenberg, in der Konstanzer Nachbarschaft lebte, im Winter Ausfahrten in die Umgebung unternahm. Weitere Memorabilien sind seine Pantoffeln, Schnupftabakdosen und ein Glas mit dem Monogramm der Ex-Königin Hortense de Beauharnais.

### Konstanz im Nationalsozialismus
Die Mehrheit der Deutschen hatte sich auch in der Provinz arrangiert mit Hitlers „Gefälligkeitsdiktatur“. Dennoch prägte 1939 die Sorge um einen herannahenden Krieg das Leben in Konstanz. Der Staatsterror war überall sichtbar: Geschäfte jüdischer Kaufleute wurden „arisiert“, politisch auffällige Nachbarn bekamen Besuch von der Gestapo. Die Ausstellung richtet den Blick auf vergessene Opfer und auf Mutige, die Flüchtlinge über die deutsch-schweizerische Grenze schmuggelten. Unter ihnen: Johann Georg Elser, der beschloss, Hitler zu beseitigen. Am 8. November 1939, dem Tag seines scheiternden Attentats, wurde er in Konstanz festgenommen.

### Sonderausstellung
Jährliche Sonderausstellungen zu Themen der Kunst- und Kulturgeschichte der Region ergänzen die Dauerausstellung.

## Leiterinnen/Direktoren
Nach dem Museumsgründer Ludwig Leiner führten sein Sohn Otto Leiner und danach dessen Sohn Bruno Leiner ehrenamtlich das Museum fort.
- 1955–1983 Sigrid von Blanckenhagen (geb. Leiner, 1918–2005)
- 1983–2006 Elisabeth von Gleichenstein
- 2006–heute Tobias Engelsing